# Daniel Moskos
Daniel Ross Moskos (né le 28 avril 1986 à Greenville, Caroline du Sud, États-Unis) est un ancien lanceur de relève gaucher des Ligues majeures de baseball.

## Carrière
Daniel Moskos est le choix de première ronde des Pirates de Pittsburgh en 2007. Quatrième joueur sélectionné cette année-là, Moskos joue à ce moment pour l'Université de Clemson en Caroline du Sud. Cette sélection surprend les médias et les partisans, puisqu'il était attendu que les Pirates choisissent plutôt le receveur Matt Wieters, mieux classé par les dépisteurs,. Moskos obtient un boni de 2,75 millions de dollars US à la signature de son contrat avec la franchise de Pittsburgh.
Le lanceur gaucher joue pour la première fois dans un match des majeures le 30 avril 2011 avec Pittsburgh, après avoir été rappelé des ligues mineures pour remplacer un joueur blessé, Evan Meek, dans l'alignement des Pirates. Il travaille une manche comme releveur dans cette première sortie, et n'accorde aucun point aux Rockies du Colorado. Il reçoit une première décision gagnante dans les grandes ligues le 3 juin lorsque les Pirates l'emportent sur les Phillies de Philadelphie. Il reprend le chemin des mineures en juillet malgré un bon travail jusque-là (moyenne de points mérités de 3,12 en 17 manches et un tiers) mais revient avec les Pirates en septembre. Il termine la saison avec une victoire, une défaite pour Pittsburgh et une moyenne de points mérités de 2,96 en 24,1 manches lancées.
Le 6 juillet 2012, Moskos est réclamé au ballottage par les White Sox de Chicago.